# Nez Percé
De Nez Percé (autoniem: Niimíipuu, wat 'wij, het volk' of 'het echte volk' betekent) is een inheems volk in de Pacific Northwest van de Verenigde Staten dat al 11.500 jaar op het Columbia-plateau woont. In 2015 bedroeg de bevolking van de Nez Percé 3.876 mensen.
De Niimíipuu kregen van de Franse ontdekkers de naam Nez Percé ('doorboorde neus'), wat echter een gebruik was van de Chinook, niet van de Nez Percé.

## Geschiedenis
Lang voor het eerste contact tussen de Nez Percé en de Europeanen bereikten al enkele aspecten van de Europese cultuur hun grondgebied. Halverwege de achttiende eeuw bereikten de paarden, die door de Spanjaarden geherintroduceerd werden in Amerika, het territorium van de Nez Percé. Het volk leerde weldra de paarden te berijden waardoor het volk ze kon gebruiken voor hun seizoensrondes en het vergemakkelijkte voor hen ook de jacht op de bizon in het oosten. De Nez Percé waren ook het eerste inheemse volk dat begon met fokprogramma's.

### Eerste contact met Europeanen

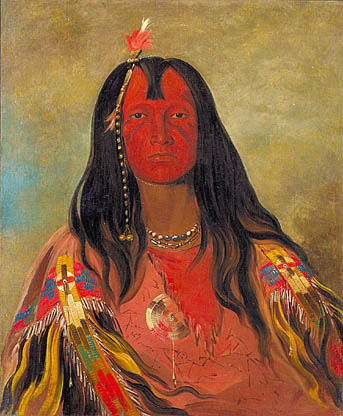
No Horns on His head, een stamlid van de Nez Percé. Geportretteerd door George Catlin (1832).

Het eerste echte gedocumenteerde contact met de Europeanen vond plaats in 1805 toen de expeditie van Lewis en Clark door hun grondgebied trok. De Nez Percé zouden hen tijdens hun tocht hebben gered van de verhongering. Ze waren waarschijnlijk de eerste blanke mensen die in hun gebied kwamen. In de rapportage van William Clark verhaalde hij over de "onsterfelijke eer" en "grootse daden van gastvrijheid" van de Nez Percé. Na de komst van Lewis en Clark kwamen er in 1811 ook pelsjagers in hun dorpen leven en een jaar later werd de eerste handelspost in hun gebied geopend. In 1813 waren de Nez Percé betrokken in de handel met de North West Company wat voor de nodige culturele veranderingen voor het volk zorgde.
Omstreeks 1831 ondernam een groep van de Nez Percé de lange reis naar St. Louis voor hun zoektocht naar het boek van de blanke mannen, de Bijbel. Het is echter onbekend of dat deze Nez Percé christenen werden. Ze brachten hierdoor wel de zendingsmissie in leven naar het noordwesten. In 1834 begon Jason Lee met zijn zendingswerk voor de methodisten. Vier jaar later stichtten de presbyterianen hun eerste missie in het territorium van de Nez Percé. Enkele leden van de stam werden bekeerd, maar in 1847 werd het zendingswerk afgebroken nadat de zendelingen werden gedood door de Cayuse.
In mei 1855 nam de Nez Percé deel aan de Raad van Walla Walla. Hier sloten de volkeren van het Columbia-plateau een drietal verdragen met de Verenigde Staten. Hierbij werd het eerste reservaat voor de Nez Percé gecreëerd, maar veel gebied hoefden ze hierbij niet in te leveren. In de herfst van 1860 werd er goud gevonden in de bedding van de Clearwater en de goudkoorts die volgde zorgde ervoor dat er binnen twintig jaar 15.000 blanken in het gebied kwamen te wonen. Het leger bouwde hierdoor ook een fort in het gebied en het Bureau of Indian Affairs vestigde er een agentschap. Door de komst van kolonisten vroegen de Nez Percé om de verdrijving van de indringers, maar in plaats daarvan werd er in 1863 een nieuw verdrag gesloten waarin hun gebied werd ingekrompen tot 30 000 vierkante kilometer. In de periode die volgden gingen meer Nez Percé landbouw bedrijven en vee houden. De bizonjacht nam af en steeds meer mensen bekeerden zich tot het christendom, zonder dat er enige vorm van geweld bij kwam kijken.

### Oorlog met de Amerikaanse staat
In 1871 vestigden de kolonisten zich voor het eerst in de vallei van de Wallowa dat tot het gebied behoorde van de ongebonden Nez Percé. In juni van dat jaar tekende president Ulysses S. Grant een decreet waarbij de stam van Chief Joseph de exclusieve rechten op de helft van de vallei kreeg. Twee jaar later werd onder politieke druk de hele vallei staatsland en werd de vallei overspoeld door kolonisten die hierbij enkele inheemse stamleden doodden. Hierdoor nam de spanning tussen beide bevolkingsgroepen in het gebied steeds meer toe.

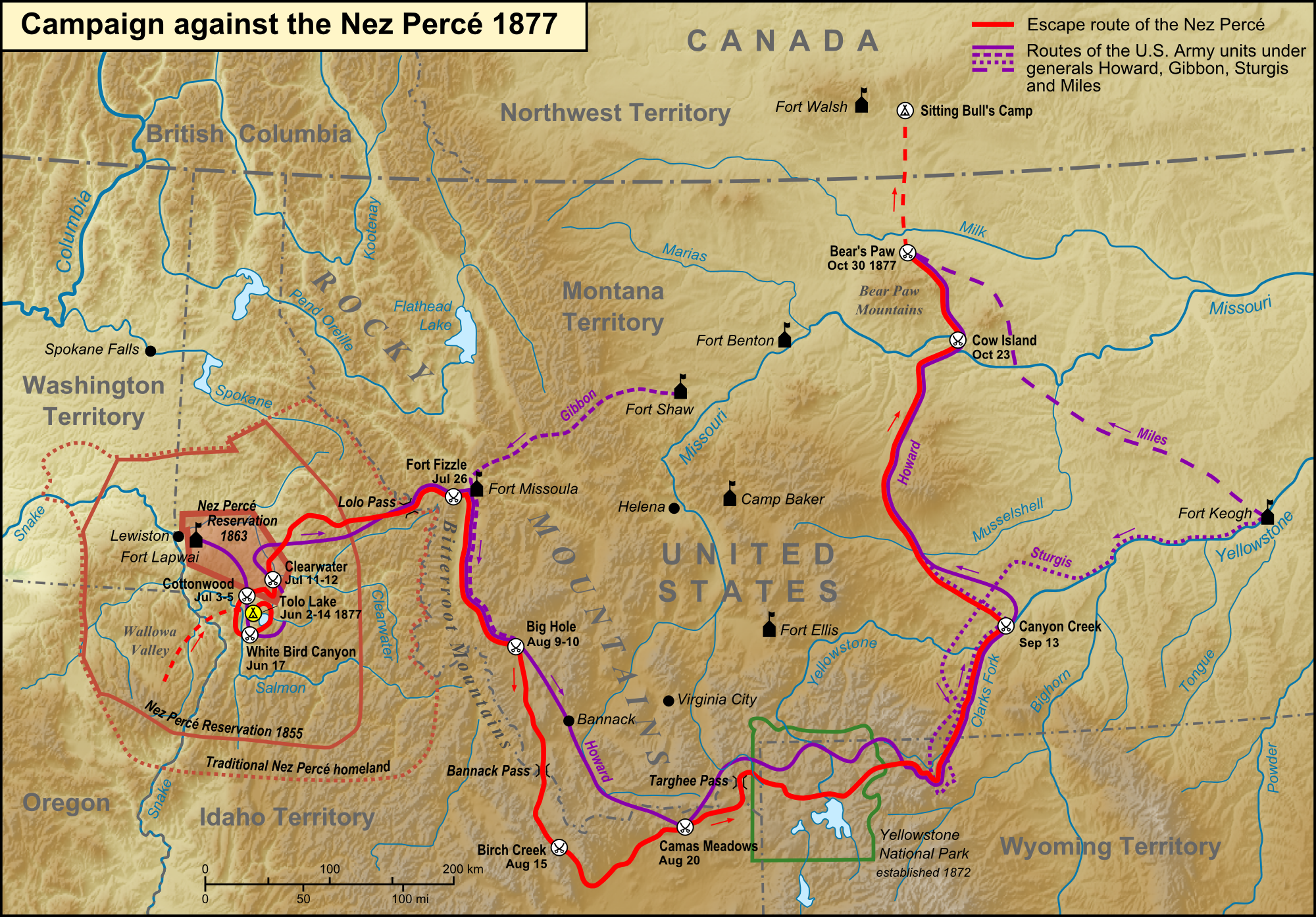
De route die de Nez Percé aflegde naar de Canadese grens

Generaal Oliver O. Howard werd in 1876 naar het reservaat gestuurd om aldaar de orde te herstellen. De ongebonden Nez Percé van Chief Joseph weigerde naar het reservaat te vertrekken. Na een ultimatum van de generaal wilde Chief Joseph zich wel vestigen in het reservaat, maar na kleine uitbarstingen van geweld was hij gedwongen om de wapens op te nemen tegen het Amerikaanse leger. Tijdens de Slag in de White Bird Canyon wisten de Nez Percé hun eerste belangrijke overwinning op het leger te behalen. Ook daarna bleek generaal Howard niet instaat om de opstandige Nez Percé te verslaan. Op aanraden van hoofdman Looking Glass vertrokken zij naar het leefgebied van hun bondgenoten de Crows.
De Nez Percé vonden in Montana een nieuwe tegenstander in kolonel John Gibbon, maar door enkele strategische fouten wist hij de inheemse Amerikanen ook niet te verslaan. De soldaten van Howard bleven echter de Nez Percé achtervolgen, maar ze wisten hem voor te blijven en op 10 september 1888 bereikten ze het gebied van de Crow. Toen hun voormalige bondgenoten hen niet wilde opnemen was de enige kans op vrijheid voor de Nez Percé aan de andere kant van de grens: Canada en onder de leiding van Poker Joe wisten ze de Missouri over te trekken voor de komst van het leger.
Door een wisseling in de leiding vertraagde echter het tempo van de Nez Percé en bereikten ze pas op 29 september de Bear Paw Mountains. Op 65 kilometer van de Canadese grens sloegen ze hun kamp op en een dag later werden ze ingehaald door het leger onder leiding van Nelson A. Miles. Vijf dagen lang boden de Nez Percé weerstand tegen het leger in de Slag bij Bear Paw. De kansen keerden tegen hen toen Howard met zijn leger ten tonele verscheen op 4 oktober en een dag later gaven de overgebleven Nez Percé zich onder leiding van Chief Joseph over. 233 van hen, onder de leiding van White Bird wisten te ontsnappen naar Canada waar ze werden verwelkomd door Sitting Bull.
De gevangen genomen Nez Percé werden in eerste instantie getransporteerd naar Fort Leavenworth in Kansas en vervolgens naar het Indian Territory. Nelson Miles erkende het onrecht wat hen was aangedaan en bleef zich inzetten voor terugkeer van de Nez Percé naar Idaho. Chief Joseph moest in het Colville-reservaat blijven wonen en keerde pas kort voor zijn dood terug naar de Wallowa-vallei.

## Territorium

### Voormalig territorium

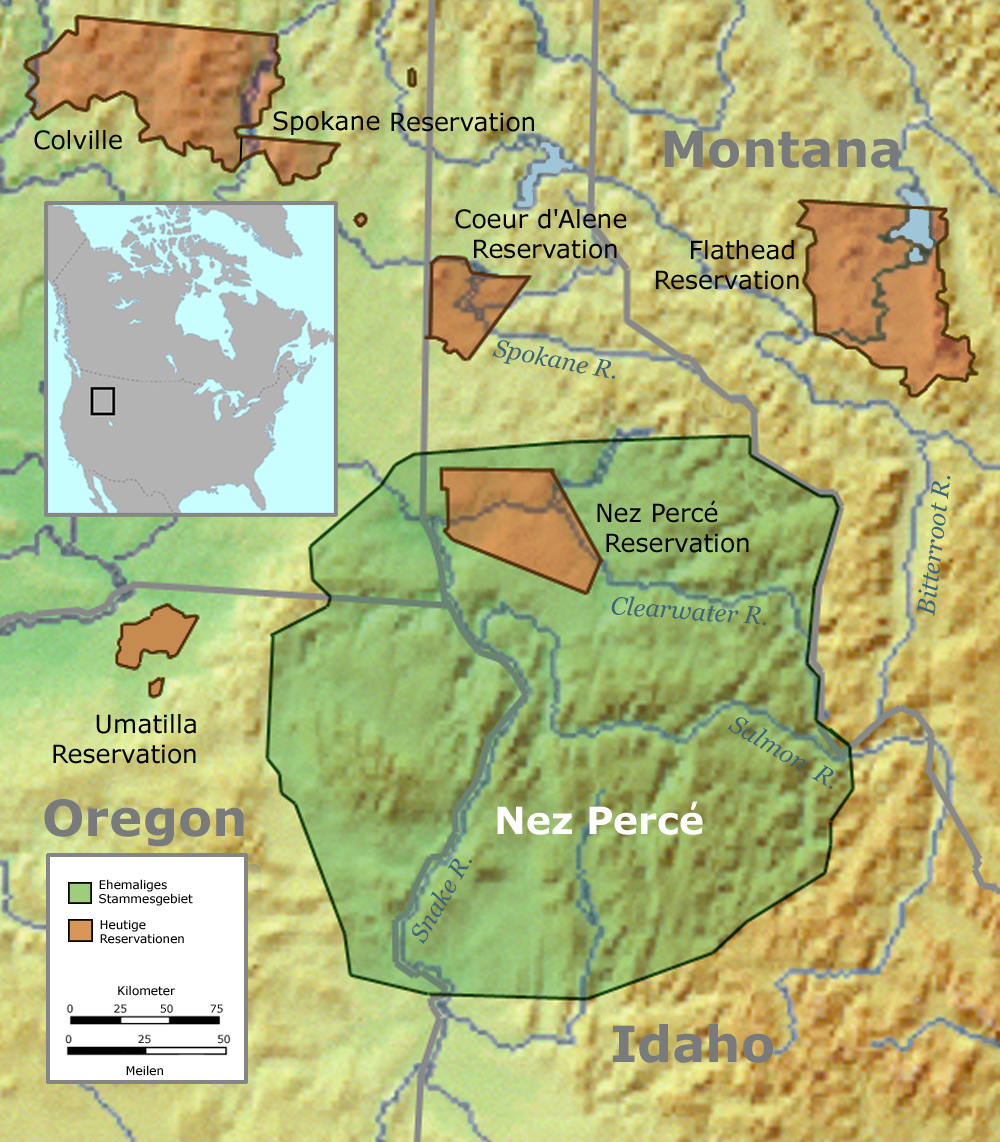
Het voormalige territorium van de Nez Percé (groen) en de overgebleven reservaten van 1863 (bruin)

Voor de komst van de Europese kolonisten besloeg het territorium van de Nez Percé in totaal 65 000 vierkante kilometer en was gelegen in zuidoost Washington, noordoost Oregon en het noorden van Idaho. De Bitterroot Mountains vormden de oostelijke grens van hun leefgebied en de ketens van Blue en Wallowa Mountains vormden ongeveer de westelijke grens. De belangrijkste rivieren in dat gebied waren de Snake, de Clearwater en de Salmon. De rivieren zaten vol met zalm en waren dan ook de voornaamste bron van voedsel. De Nez Percé leidden een semi-nomadisch bestaan en leefden door middel van de jacht, visserij en het verzamelen van fruit en wortels, met name de camassia en wilde uien die veel in het gebied groeiden.
In de negentiende eeuw waren de Nez Percé fysiek en cultureel verdeeld. De noordelijke stammen, die langs de Clearwater leefden, waren avontuurlijk van aard en waren goede ruiters. Zij trokken ook jaarlijks naar de Great Plains voor de bizonjacht, wat ze in alliantie met de Crows deden. De noordelijke stammen noemden zich ook de "k'usaynu-ti-to-gan", de gesofisticeerden. De zuidelijke stammen leefden met name rondom de rivieren de Salmon en de Snake en deze stammen waren wat traditioneler van aard. Ze kwamen weinig buiten hun gebied en werden door hun noordelijk verwanten dan ook de "eneynu" genoemd, de provincialen.
Rond 1800 bestonden er in het gebied zo'n zeventig permanente dorpen, die varieerden van 30 tot 200 bewoners. Archeologen hebben in totaal zo'n 300 verschillende woonplekken in het territorium weten te ontdekken. Rond 1805 waren de Nez Percé de grootste stam op het Columbia-plateau en bestond hun aantal 6000 mensen. Begin twintigste eeuw was dit aantal afgenomen tot 1800.
De Nez Percé waren bondgenoten van de Crows, Cayuse en tijdens de jacht ook met de Flathead.

### Reservaat
Het huidige land waarop de Nez Percé wonen is een indianenreservaat in Noordwest-Idaho en ligt in de Camas-prairie. Het reservaat ligt in vier verschillende county's. Namelijk, Nez Perce, Lewis, Idaho en Clearwater County. Het reservaat bestaat in totaal uit 750 hectaren waarvan de stamleden zo'n 13 procent bezitten. In 2011 bestond hun aantal nog uit 3500 leden. Hun hoofdkwartier is gevestigd in de plaats Lapwai.

## Cultuur

### Stamhiërarchie
De inheemse dorpen bestonden vaak uit verschillende families die aan elkaar gelieerd waren. De oudste man van het dorp fungeerde vaak als de hoofdman van het dorp. De hoofdman was belast met de taak als woordvoerder voor het dorp en moest bemiddelen bij conflicten in het dorp. De vrouwen van het dorp hadden geen stem in de dorpsbijeenkomsten, maar oefenden  achter de schermen invloed uit op hun mannen. Prestige en rijkdom zorgde er in de stam voor dat er verschillende klassen binnen de stam bestonden. Aan de onderkant van hun samenleving stonden de slaven, die vaak buit gemaakt waren in tijden van oorlog. De kinderen van de slaven werden echter niet als slaven beschouwd en behandeld.
Boven de losse stammen van de Nez Percé bestond er geen algemene stamleider. Deze deed pas zijn intrede in 1842 toen de Amerikanen de Nez Percé onder hun wetten wilden brengen. De Nez Percé kende twee verschillende typen leiders, namelijk de vredesleider en de oorlogsleider. Oorlogservaring, vrijgevigheid en afkomst uit een goede familie droegen bij aan de verkiezing tot leider van de stam. Ook de sjamaan van de stam kon soms het politiek leiderschap van de stam bereiken.

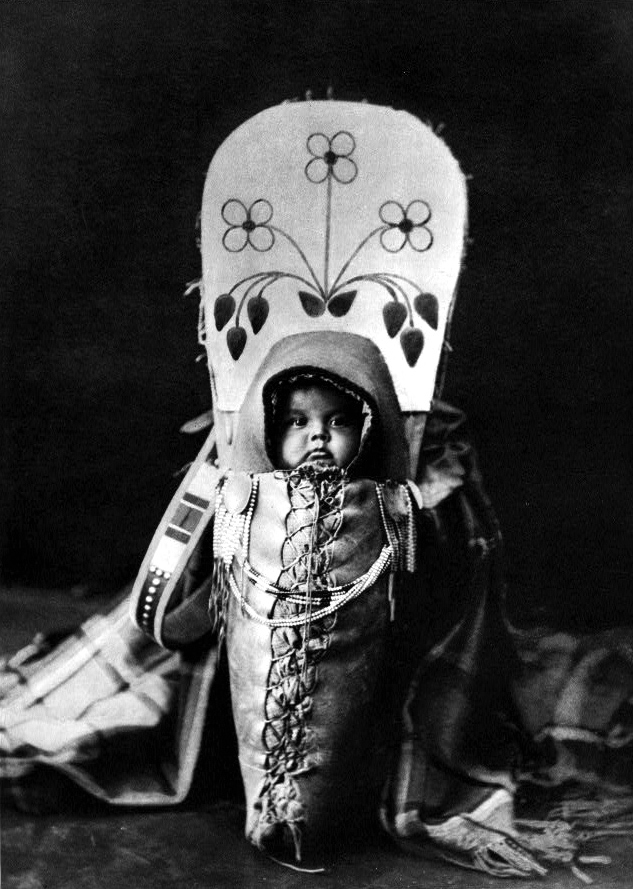
Een baby van de Nez Percé in haar wieg, gefotografeerd door Edward S. Curtis in 1911

### Gezinsleven
Het huwelijk was een belangrijke familieaangelegenheid en werd vaak georganiseerd door de familiehoofden. De verbintenissen werden vaak gemarkeerd door middel van het het uitwisselen van geschenken. Het huwelijk vond vaak plaats tussen leden van dezelfde klasse. Baby's lagen vaak vastgebonden in de wieg tot het moment dat ze konden lopen en daarna werden ze snel opgenomen in het stamverband. Omstreeks de leeftijd van zes jaar namen de kinderen deel aan het gezinsonderhoud. Er werden speciale ceremonies gehouden als een jongen zijn eerste dode bij een jacht had gemaakt of een meisje haar eerste bessen had geplukt. De opleiding van de kinderen lag in het bijzonder bij de grootouders die de kinderen lesgaven over het leven en over de oude mythen van het volk.

### Spiritualiteit
De sjamaan, die door de Nez Percé werd aangeduid als de tiwet, verkreeg zijn aanzien door zijn connectie met de spirituele wereld. Hij deed aan voorspellingen, het weer beheersen, maar ook het genezen van zieken.
Tussen de leeftijd van zeven en tien jaar werd het kind naar de bergen gestuurd om daar zijn weyekin, spirituele geest, te vinden. Tijdens de queeste die het kind ondernam in de bergen kon het in een visioen bezocht worden door zo'n spirituele geest. De weyekin geeft zijn bezitter onder meer kracht en verstand. Als een kind van de Nez Percé er niet in slaagde om zijn weyekin te vinden, dan kon het geen goed leven leiden. De Nez Percé geloofden dat de dieren na de komst van de mensheid doof werden, maar in dromen en visioenen konden zij zich in hun volle macht aan de mens tonen. Deze karakters tonen dan ook veel overeenkomst met de weyeku van de Nez Percé.

### Paardenfokken
In de oude tijden waren de Nez Percé beroemd vanwege de kwaliteit van hun paarden en geavanceerde fokprogramma's en waren ze verantwoordelijk voor het fokken van de Appaloosa. Ook in de verslagen van Lewis en Clark kwam dit al naar voren. Meriwether Lewis schreef over hen dat "de paarden eruit zagen als een excellent ras. Vele zien eruit als goede Engelse renners en zouden niet misstaan in het landschap". Na de nederlaag van de Nez Percé in 1877 verdween het fokprogramma. Begin jaren negentig werd het fokken weer opgepakt waarbij de Akhal-Teke werd gebruikt om de nieuwe Nez Percé-paarden te fokken.

## Taal
De taal van de Nez Percé, het Niimiipuutímt, is een taal die tot de Sahaptische talen behoort. Rond 1800 werd hun taal de taal van handel en diplomatie en verdreef daarmee de taal van de Cayuse van het Columbia-plateau.

## Bekende Nez Percé

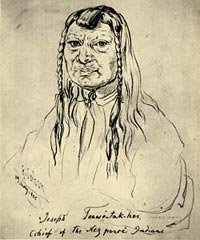
Old Chief Joseph

- Hallalhotsoot
- Old Chief Joseph
- Ellis
- Chief Joseph
- Ollokot
- Looking Glass
- White Bird
- Toohoolzote
- Yellow Wolf
- Poker Joe
- Elaine Miles